# Torre Mapfre
41°23′16″N 2°11′51″Ø / 41.38778°N 2.19750°Ø
Torre Mapfre er en skyskraber ved Port Olímpic, ved stranden i bydelen Barceloneta i Barcelona. Den har fået sit navn efter forsikringsselskabet Mapfre. Bygningen er tegnet af Iñigo Ortiz og Enrique de León.
Torre Mapfre ligger ved siden af en anden skyskraper, Hotel Arts, og de er begge 154 meter høje. Det er de to højeste bygninger i Barcelona, og de er blevet et vartegn for byen.
I modsætning til Hotel Arts benyttes Torre Mapfre af flere forskellige virksomheder. Store dele af bygningen er kontorlokaler for Mapfre, men også andre firmaer har lokaler i den. Blandt disse er URSSA, Oriol Bohigues, Necso, Uniland Cementera, Condal Grues, Otis España, Texsa, DORLET, Europerfil, DiamondCluster International og SAP España.